# Anne Case

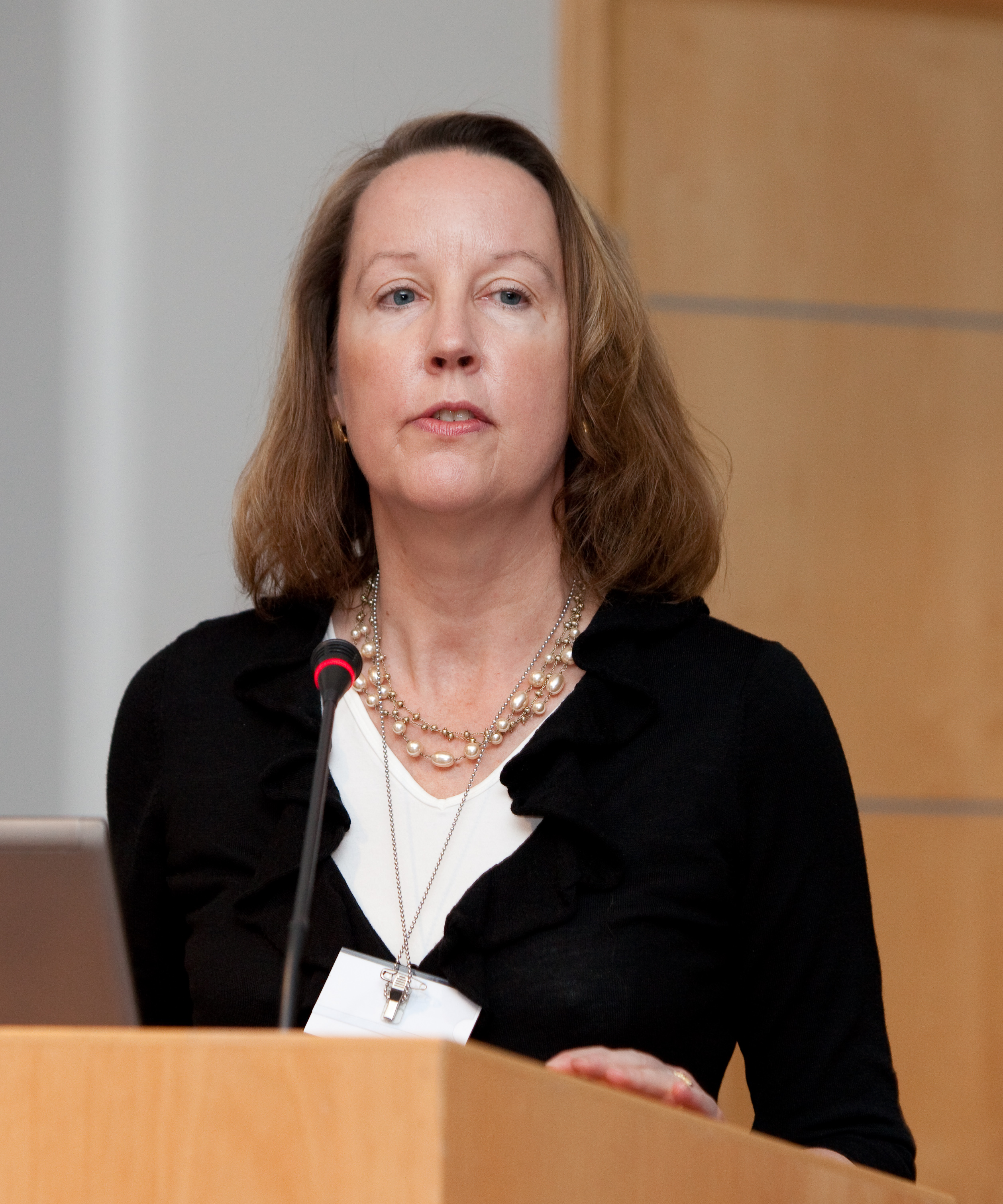
Anne Case (Mai 2010)

Anne Catherine Case (* 27. Juli 1958) ist eine US-amerikanische Wirtschaftswissenschaftlerin und emeritierte Hochschullehrerin.

## Werdegang, Forschung und Lehre
Case graduierte 1980 als Bachelor of Science in Wirtschaftswissenschaft an der UAlbany SUNY. Sie setzte ihr Studium anschließend an der Princeton University fort, wo sie 1983 mit einem Master of Public Affairs und 1988 ihr Ph.D.-Studium abschloss. 1988 bis 1991 war sie als Assistant Professor an der Harvard University tätig, ehe sie an die Woodrow Wilson School of Public and International Affairs an der Princeton University zurückkehrte. 1997 wurde sie an der Hochschule zur ordentlichen Professorin berufen. 2017 wurde sie emeritiert, blieb der Universität aber als Lecturer erhalten.
Die Schwerpunkte in Cases Forschung und Lehre liegen im Bereich Makroökonomie, Gesundheitsökonomie und Arbeitsökonomik. Nach dem Ende des Apartheidssystems führte sie in Südafrika ein langfristiges Forschungsprojekt durch, in dessen Rahmen sie im Querschnittsbereich von Ökonomie und körperlicher sowie psychischer Gesundheit Daten untersuchte und in der Folge mehrfach über Zusammenhänge von Bildung, Gesundheit, Arbeitsmarktbeteiligung und Entscheidungsfindung in Haushalten publizierte. In diesem Zusammenhang auch mit der AIDS-Krise im südlichen Afrika konfrontiert, forschte sie auch über die Auswirkungen von höheren Todesraten im mittleren Alter und Hinterbliebenen auf soziale Sicherungssysteme insbesondere vor dem Hintergrund der Auswirkungen des sozio-ökonomischen Status auf die Gesundheit von Kindern. Hierzu kooperierte sie intensiv mit Christina Paxson. Später weitete sie ihre Untersuchungen auf Morbiditäts- und Sterblichkeitsuntersuchungen für die Vereinigten Staaten aus, hierzu arbeitete sie unter anderem mit ihrem Ehemann Angus Deaton eng zusammen.
Case ist seit 2017 Mitglied der American Academy of Arts and Sciences und seit 2020 der National Academy of Sciences, seit 2009 ist sie Fellow der Econometric Society. Zwischen 2001 und 2006 saß sie im Board of Editors des Periodikums American Economic Review und parallel bis 2005 des World Bank Economic Review, zuvor war sie zwischen 1996 und 2000 Mitherausgeberin des Economic Journal.
2003 wurde Case gemeinsam mit Paxson sowie Darren Lubotsky mit dem Arrow-Preis ausgezeichnet, 2016 erhielt sie den Cozzarelli-Preis der National Academy of Sciences für ihre Forschung zu Morbidität und Sterblichkeit in den Vereinigten Staaten.